# Chung Hae-won
Chung Hae-won (ur. 1 lipca 1959, zm. 1 maja 2020) – południowokoreański piłkarz występujący na pozycji napastnika.

## Kariera klubowa
Chung karierę rozpoczynał w 1978 roku w drużynie z Yonsei University. W 1983 roku trafił do klubu Daewoo Royals. W tym samym roku wywalczył z nim wicemistrzostwo Korei Południowej. W 1984 roku zdobył z klubem mistrzostwo Korei Południowej. W 1986 roku zwyciężył z nim w rozgrywkach Azjatyckiej Ligi Mistrzów. W 1987 roku został wybrany MVP rozgrywek K-League. W tym samym roku oraz w 1991 roku ponownie zdobywał z zespołem mistrzostwo Korei Południowej, natomiast w 1990 roku wywalczył z nim wicemistrzostwo Korei Południowej. W 1991 roku Chung zakończył karierę.

## Kariera reprezentacyjna
W reprezentacji Korei Południowej Chung zadebiutował w 1980 roku. W tym samym roku zajął z kadrą 2. miejsce w Pucharze Azji. W 1988 roku podczas Pucharu Azji zajął z drużyną narodową 2. miejsce. W 1988 roku wziął również udział w letnich igrzyskach olimpijskich. W 1990 roku został powołany do kadry na mistrzostwa świata. Wystąpił na nich w meczach z Hiszpanią (1:3) oraz Urugwajem (0:1). Z tamtego turnieju Korea Południowa odpadła po fazie grupowej. W latach 1980–1990 w drużynie narodowej Chung rozegrał w sumie 58 spotkań i zdobył 21 bramek.